# Evangelie van Nikodemus

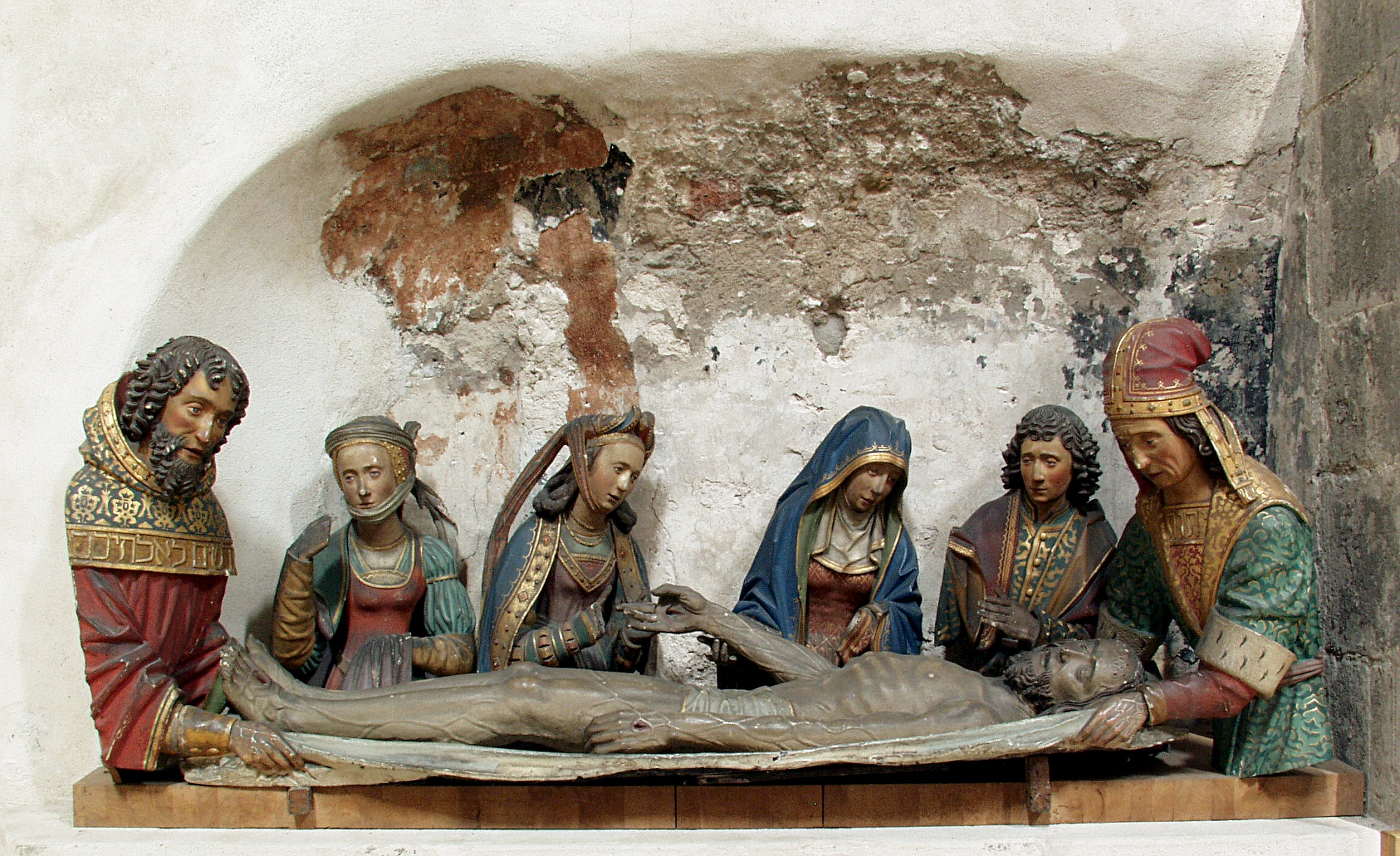
Groep die Jezus in het graf legt uit 1509 in de Grote Sint Maartenskerk van Keulen. Van links naar rechts: Nicodemus, onbekende helpster, Maria Magdalena, Maria, Johannes, Jozef van Arimathea.

Het Evangelie van Nikodemus is een 4e-eeuwse apocrief van het Nieuwe Testament. 

## Inhoud
Het evangelie bestaat uit drie delen, namelijk  Acta Pilati, "Handelingen van Pilatus", de gevangenname en bevrijding van Jozef van Arimathea en Descensus Christi ad Inferos, "Hellevaart van Christus".
Het Evangelie van Nikodemus gaat over het proces tegen Jezus, zijn kruisweg, kruisiging en verblijf in de hel. In het Evangelie van Nikodemus is de hel een plaats waar iedereen heen gaat. Jezus reist er volgens dit evangelie naartoe om vroege aartsvaders en martelaars te bevrijden.
Het eerste deel van dit evangelie beweert een ooggetuigenverslag te zijn van Jezus' proces en executie. Er worden diverse details genoemd waarvoor (verder) geen historische bron is. Een voorbeeld hiervan is de vermelding dat Jezus zijn moeder zag op zijn weg naar Golgotha. Sommige geleerden vermoeden dat dit boek de aanleiding was voor de tegenwoordige kruisweg. Andere voorbeelden zijn de namen van personen die in de canonieke evangeliën naamloos blijven, zoals Dismas voor de berouwvolle en Gestas voor de onberouwvolle misdadiger die naast Jezus aan het kruis hingen en Longinus als naam van de Romeinse soldaat die de zijde van Jezus na zijn kruisdood doorboorde met een speer (Johannes 19:34).

## Titel
De titel "Evangelie van Nikodemus" verwijst naar de fictieve informatie over een traditie die wordt genoemd in het begin van het werk. Daar wordt gezegd dat de tekst een Griekse vertaling is. "Ananias" wordt genoemd als de vertaler, naar verluidt een officier van de Pretoriaanse garde, en de tekst zou zijn gebaseerd op een Hebreeuwse tekst van Nikodemus. Volgens het evangelie volgens Johannes was deze aanwezig bij de begrafenis van Jezus en bracht hij de kruiden mee (mirre en aloë) waarmee hij en Jozef van Arimatea het lichaam van Jezus balsemden (Johannes 19:39-40).

## Datering
Het werk wordt gedateerd op rond 310–320 of het midden van de 4e eeuw. De vroegste verwijzing naar het geschrift vinden we bij Epiphanius in 375-376, in de periode dat de canon van het Nieuwe Testament al zo goed als vaststond. De inleiding van het geschrift verwijst naar keizer Theodosius II, waaruit blijkt dat het zijn uiteindelijke vorm heeft gekregen aan het begin van de vijfde eeuw.

## Doorwerking
Het boek was populair en inspireerde in de middeleeuwen diverse andere geschriften. Ook zijn scènes uit de middeleeuwse kunst tot dit geschrift te herleiden.

## Vertalingen
- Het evangelie van Nikodemus, Nederlandse vertaling
- H. Zimmermann, Nikodemus-Evangelium (Pilatusakten) Duitse vertaling van het Evangelie van Nikodemus